# Dentachionaspis lounsburyi
Dentachionaspis lounsburyi är en insektsart som först beskrevs av Leonardi 1914.  Dentachionaspis lounsburyi ingår i släktet Dentachionaspis och familjen pansarsköldlöss. Inga underarter finns listade i Catalogue of Life.